# Rolf Reuter
Rolf Reuter   (Leipzig, 7 d'octubre de 1926 - Berlín, 10 de setembre de 2007) va ser un director d'orquestra alemany.
Reuter va néixer a Leipzig com a fill del compositor Fritz Reuter. Després d'estudiar música a la "Hochschule für Musik Carl Maria von Weber Dresden", va començar la seva carrera el 1951 com a Kapellmeister al teatre d'Eisenach. El 1956 es va traslladar a Meiningen, d'allí Reuter va anar a l'"Oper Leipzig" com a director general de música el 1961. Del 1978 al 1980 va ser director principal del "Deutsches Nationaltheater und Staatskapelle Weimar". Des del 1981, Reuter va ser director musical general de la "Komische Oper Berlin", on va romandre fins al 1993. Les seves nombroses actuacions i convidat de les classes magistrals el van portar arreu del món, inclosos París, Londres, Tòquio, Pequín, Houston i Buenos Aires, a més d'Israel, Itàlia, França, Espanya, l'antiga Unió Soviètica, Bulgària, etc.
La seva direcció, en part en col·laboració amb Harry Kupfer, per exemple el cicle Mozart, "Die Meistersinger von Nürnberg de Wagner", "Boris Godunov" i l'estrena mundial de l'òpera Judith de Siegfried Matthus, van configurar significativament el perfil artístic de la "Komische Oper Berlin". Entre els artistes més importants amb qui va actuar hi ha David Oistrach, Jessye Norman, David Geringas, Alfredo Kraus, Anna Tomowa-Sintow, Christa Ludwig, Peter Seiffert, Kiri Te Kanawa, Theo Adam i molts més.
Des de 1966, Reuter també havia estat director de direcció a la Universitat de Música i Teatre de Leipzig, a més de les seves activitats de direcció. Va ser president de la Societat Hans Pfitzner i professor honorari a la Hochschule für Musik "Hanns Eisler" de Berlín. Del seu ensenyament van sorgir directors de fama mundial, per exemple Vladimir Jurowski, Walter Taieb, Georg Christoph Biller, Claus Peter Flor i Shi-Yeon Sung.
Reuter va morir a Berlín als 80 anys. La seva tomba es troba a l'Innerer Plauenscher Friedhof de Dresden. La violista Sophia Reuter és la seva filla.

## Honors i crítiques
Reuter va ser membre honorari de la "Komische Oper Berlin" i de l'Òpera de Leipzig. El 2000 va rebre el "Bundesverdienstkreuz". Va ser guardonat amb el Premi Nacional i l'Orde Patriòtica al Mèrit de la RDA, així com el Premi Franz Liszt de la República d'Hongria.
Poc abans de morir, el director va entrar en crítiques públiques perquè va obrir el 13 de maig de 2006 juntament amb Lisbeth Grolitsch un "Singleiterkurs" del Freundeskreis Ulrich von Hutten i va celebrar en aquesta ocasió dues conferències amb els títols "Das deutsche Volkslied als Mutterboden der Hochkultur" (La cançó popular alemanya com a bressol de l'alta cultura) i "Anton Bruckner und die deutsche Volksseele" (Anton Bruckner i l'ànima popular alemanya) davant de l'organització neofeixista.
Reuter no va negar haver impartit aquestes conferències, ni el contacte personal amb aquesta organització. En resposta a la forta pressió pública i als nombrosos informes de la premsa alemanya, es va desvincular expressament de les idees d'aquestes i de totes les altres organitzacions radicals de dreta i esquerra. El "Bundespräsidialamt" no va atorgar una demanda del membre de l'"Abgeordnetenhaus" de Berlín, el polític de l'SPD Tom Schreiber, de privar el conductor de la Creu Federal del Mèrit atorgada el 2000.
Alumnes destacats, com Vladimir Jurowski al Leipziger Volkszeitung, van destacar que el seu ensenyament s'havia dut a terme amb un esperit humanista. Els últims estudiants de Reuters a Hochschule für Musik "Hanns Eisler" Berlín es van unir a una declaració pública segons la qual el seu ensenyament era cosmopolita, tolerant i humà. Molts dels seus col·legues, amics i confidents de la política i la cultura li van defensar la premsa i van intervenir a l'oficina del president federal contra la sol·licitud de Tom Schreiber de retirar la Creu Federal del Mèrit.

## Enregistraments
- Handel: L'Allegro, il Penseroso ed il Moderato. Oratorium HWV 5 de Berlin Classics Edel Records
- Beethoven: Musik zu Goethes Trauerspiel Egmont, Op. 84, d'Eterna (820 737, MONO), amb l'orquestra Leipzig Gewandhaus
- H. Pfitzner: Das Herz (òpera) de Marco Polo
- H. Pfitzner: Das dunkle Reich - Der Blumen Rache
- H. Berlioz: Symphonie fantastique
- H. Berlioz: Lelio oder Die Rückkehr ins Leben, Op. 14b de Berlin Classics Edel Records
- S. Matthus: Judith (òpera) de Berlin Classics Edel Records
- Klassik a Weimar (Festliche Weihnachtskonzerte). Obres de Corelli, Telemann, Tartini entre d'altres.
- Klassik a Weimar (Serenade im Park). Obres de WA Mozart